# Asterodea
En la mitología griega, Asterodea, Asterodia o Asterodía (en griego antiguo: Αστερόδεια, Αστεροδία) es el nombre de varios personajes.
- Una princesa de Fócide, hija de Deyoneo y Diomede.[1] En el Catálogo de mujeres se nos dice que «o como aquella a la que, con los caballos y ajustados carros, fue tomada por esposa para Foco de buena lanza. Ella, Asterodea, hija del magnánimo Deyón, desde Fílace. Ésta dio a luz a Criso y al magnánimo Panopeo en una sola noche. Estos dos, incluso antes de ver la brillante luz del sol, ya luchaban entre sí cuando se hallaban en el cóncavo vientre de su madre».[2] En otras fuentes a Asterodea se la denomina como Asteria.[3]

- Una ninfa del Cáucaso, primera esposa del rey de Cólquida, Eetes, y madre de Apsirto.[4] Era hija de Océano y Tetis, y por lo tanto hermana mayor de Idía, la segunda esposa de Eetes y madre de Medea y Calcíope.[5]

- Una hija de Eurípilo y una de las posibles esposas de Icario de Esparta.[6]

- Uno de los nombres que se barajan como la esposa de Endimión. Las otras dos opciones que baraja el autor son Cromia, hija de Itono, o bien Hiperipe, hija de Árcade.[7] Acaso Asterodea sea la misma que Ifianasa o la ninfa náyade innominada de los textos de Apolodoro.[8]